# 鄂圖曼—威尼斯戰爭 (1714年—1718年)
1714年至1718年間，威尼斯共和国與鄂圖曼帝國之間爆發第七次鄂圖曼—威尼斯戰爭。這是兩個勢力之間的最後一次衝突，以鄂圖曼帝國的勝利和威尼斯在希臘半島的主要領土伯羅奔尼撒（摩里亞）的喪失而告终。1716年奥地利的干預使威尼斯免於遭受更大的失败。奥地利的勝利導致1718年签署了帕薩羅維茨條約，從而结束了戰爭。